# Liste von Eisenbahnstrecken in Italien
Die Liste der italienischen Kursbuchstrecken basiert vor allem auf dem Kursbuch von Trenitalia vom 15. Dezember 2013.
Die Gesamtlänge aller Eisenbahnstrecken in Italien betrug 2006 insgesamt 15.974 km, über 12.000 davon von der Staatsgesellschaft Rete Ferroviaria Italiana geführt. Die restlichen 3.000 km unterstehen der regionalen Verwaltung oder anderen Unternehmen mit öffentlichem oder privatem Kapital.
Anfang des 20. Jahrhunderts wurde die jemals längste allgemeine Streckenlänge erreicht. Nach dem Zweiten Weltkrieg wurden jedoch viele der vorherigen Strecken stillgelegt, um den Straßenverkehr und die bereiften öffentlichen Transportmittel zu begünstigen zu Lasten des Eisenbahnverkehrs.
Die Gesellschaft Ferrovie dello Stato Italiane wurde 1905 gegründet, um die gesamte Infrastruktur und die zugehörigen Dienste zu verwalten. Viele kleinere Bahnstrecken blieben unter Treuhandschaft privater Unternehmen, die allgemein als ferrovie in concessione bezeichnet wurden. Als ferrovia concessa (wörtlich: verpachtete Eisenbahn) bezeichnet man heute keine Eisenbahnstrecke mehr, denn diese Vertragsform wird nicht mehr verwendet. Die privaten Bahnstrecken werden heute ferrovie regionali (Regionalbahnen) genannt, wenn sie sich im Besitz der Regionen befinden, oder Streckenabschnitte aufweisen, die zum Italienischen Staatsbahnunternehmen gehören.

## Internationale Verbindungen
- B nach Frankreich (über Modane)
- C1 in die Schweiz (über Domodossola)
- C2 in die Schweiz (über Chiasso)
- D nach Österreich und Deutschland (über Brenner/Tarvis)

## Fernverkehr
- 1 von Turin–Mailand nach Venedig–Triest/Udine
- 2 Ventimiglia/Turin/Mailand/Genua nach Rom–Neapel
- 3 von Turin–Mailand–Rom nach Neapel–Salerno–Reggio di Calabria–Sizilien/Tarent
- 4 von Turin/Mailand/Venedig–Bologna nach Bari–Lecce
- 5 von Bozen/Udine/Triest–Bologna–Rom nach Salerno
- 6 von Rom nach Bari–Lecce

## Hauptstrecken
- 10 (Modane–)Bardonecchia–Turin
- 11 Turin–Mailand
- 12 Mailand–Treviglio–Brescia–Verona–Vicenza–Padua–Venedig
- 13 Venedig–Triest
- 14 Venedig–Udine–Triest
- 15 Triest–Cervignano–Udine–Tarvis(–Wien)
- 25 Ventimiglia–Genua
- 26 Genua–Mailand
- 27 Mailand–Chiasso
- 30 Turin–Genua
- 31 Genua–La Spezia
- 32 La Spezia–Pisa
- 33 Pisa–Livorno–Grosseto–Rom
- 40 (Brig–)Domodossola–Mailand
- 45 Mailand–Piacenza–Parma–Bologna
- 46 Bologna–Florenz
- 47 Florenz–Rom / Schnellfahrstrecke
- 50 (Innsbruck–)Brenner–Verona
- 51 Verona–Bologna
- 55 Venedig–Bologna
- 60 Bologna–Ancona–Ancona Marittima
- 61 Ancona–Pescara
- 62 Pescara–Bari
- 63 Bari–Lecce
- 70 (Rom–)Orte–Ancona
- 75 Rom–Pescara
- 80 Rom–Cassino–Caserta–Neapel
- 81 Caserta–Benevento–Foggia
- 85 Rom–Neapel
- 86 Neapel–Salerno
- 87 Salerno–Paola
- 88 Paola–Villa San Giovanni–Reggio di Calabria
- 90 Bari–Tarent
- 91 Tarent–Catanzaro Lido
- 92 Catanzaro Lido–Reggio di Calabria(–Villa San Giovanni)
- 94 Salerno–Battipaglia–Potenza–Metaponto–Tarent
- 97 Messina–Catania–Syrakus
- 99 Messina–Palermo

## Nebenstrecken
- 101 Susa–Bussoleno
- 102 Pinerolo–Chivasso
- 103 Settimo–Turin–Chieri
- 104 Torino Stura–Bra
- 109 Cuneo–Limone–Breil-sur-Roya–Ventimiglia
- 110 Turin–Fossano nach Cuneo und Savona
- 112 Aosta–Pré-Saint-Didier
- 113 Aosta–Ivrea nach Chivasso–Turin
- 120 Asti–Nizza Monferrato–Acqui Terme
- 121 Acqui Terme–Ovada–Genua
- 122 Alba–Bra–Cavallermaggiore
- 125 von Chivasso und Vercelli nach Casale Monferrato–Alessandria
- 128 Santhià–Biella San Paolo
- 129 Biella San Paolo–Novara
- 130 Varallo Sesia–Novara
- 131 Domodossola–Borgomanero–Novara
- 133 Arona–Novara
- 134 Laveno–Sesto Calende
- 136 Novara–Alessandria
- 140 Alessandria–Mortara–Mailand
- 141 Alessandria–Pavia
- 142 Alessandria–Voghera–Piacenza
- 144 Alessandria–San Giuseppe di Cairo–Savona
- 150 Pavia–Mortara–Vercelli
- 154 Pavia–Codogno
- 155 Mailand–Codogno–Cremona–Mantua
- 156 (Mailand–)Pavia–Stradella(–Piacenza)
- 157 Piacenza–Cremona
- 160 (Bellinzona–)Luino–Gallarate–Mailand
- 165 Porto Ceresio–Varese–Gallarate–Mailand
- 170 Como–Molteno–Lecco
- 171 Mailand–Monza–Molteno–Lecco
- 172 von Mailand/Seregno nach Bergamo (über Carnate-Usmate)
- 180 Mailand–Lecco–Sondrio–Tirano
- 181 Colico–Chiavenna
- 185 Mailand–Bergamo (über Treviglio)
- 186 Lecco–Bergamo–Brescia
- 190 (Mailand–)(Bergamo–)Treviglio–Cremona
- 194 Brescia–Cremona
- 195 Cremona–Fidenza
- 196 Brescia–Piadena–Parma
- 200 Mantua–Monselice
- 202 Verona–Mantua–Modena
- 204 Verona–Isola della Scala–Cerea–Legnago–Rovigo
- 205 Rovigo–Chioggia
- 210 Franzensfeste–Innichen
- 211 Meran–Bozen
- 215 Vicenza–Thiene–Schio
- 216 Vicenza–Treviso
- 220 Treviso–Portogruaro
- 225 (Belluno–)Ponte nelle Alpi–Conegliano
- 226 Calalzo-Pieve di Cadore-Cortina–Montebelluna–Padua
- 227 Treviso–Montebelluna
- 230 Bassano del Grappa–Camposampiero–Padua
- 232 Trient–Primolano–Bassano del Grappa–Castelfranco Veneto–Venedig
- 233 Gemona del Friuli–Pinzano–Sacile
- 236 Casarsa–Portogruaro-Caorle
- 241 San Giorgio di Nogaro–Palmanova
- 245 Fidenza–Salsomaggiore Terme
- 250 von Parma und Fidenza über Fornovo–Santo Stefano di Magra nach Sarzana und La Spezia
- 252 Aulla Lunigiana–Lucca
- 255 Bologna–Pistoia
- 256 Viareggio–Lucca–Montecatini Terme–Pistoia–Florenz
- 257 Lucca–Pisa Centrale
- 258 Pisa–Cecina
- 259 Cecina–Volterra
- 260 Campiglia Marittima–Piombino Marittima
- 265 Ferrara–Ravenna–Rimini
- 268 Bologna–Castelbolognese–Russi–Ravenna
- 270 von Faenza–Granarolo Faentino nach Russi–Ravenna und Lugo–Lavezzola
- 272 Borgo San Lorenzo–Pontassieve–Florenz
- 273 Florenz–Borgo San Lorenzo–Faenza
- 275 Florenz–Empoli–Siena
- 280 Florenz–Empoli–Pisa–Livorno
- 282 Siena–Asciano–Chiusi-Chianciano Terme
- 283 Siena–Monte Antico–Grosseto
- 285 Terontola–Perugia–Assisi–Foligno
- 286 Pergola–Fabriano
- 288 Fabriano–Macerata–Civitanova Marche-Montegranaro
- 290 San Benedetto del Tronto–Porto d’Ascoli–Ascoli Piceno
- 300 Terni–Rieti–L’Aquila–Sulmona
- 302 Viterbo–Orte–Capranica-Sutri
- 310 Terracina–Priverno-Fossanova
- 311 Avezzano–Sora–(Frosinone–)Roccasecca–Cassino
- 312 Sulmona–Carpinone
- 313 Termoli–Campobasso–Carpinone–Isernia–Vairano-Caianello
- 315 Campobasso–Benevento
- 320 Neapel–Aversa nach Caserta und Villa Literno
- 321 Caserta–Salerno
- 325 von Cancello und Nocera Inferiore nach Codola–Mercato San Severino
- 327 Torre Annunziata–Castellammare di Stabia
- 329 Salerno–Mercato San Severino–Nocera Inferiore–Salerno
- 330 Salerno–Avellino–Benevento
- 332 Foggia–Manfredonia
- 333 Foggia–Rocchetta Sant’Antonio-Lacedonia–Potenza
- 335 Avellino–Lioni
- 337 Rocchetta Sant’Antonio-Lacedonia–Gioia del Colle
- 339 Spinazzola–Barletta
- 346 Tarent–Brindisi
- 348 Battipaglia–Lagonegro
- 354 Bahnstrecke Paola–Cosenza
- 355 (Paola–)Cosenza–Sibari
- 357 Lamezia Terme–Catanzaro–Catanzaro Lido
- 360 Cagliari–Macomer–Sassari–Porto Torres
- 361 Cagliari–Macomer–Ozieri-Chilivani–Olbia–Golfo Aranci
- 362 Porto Torres–Ozieri-Chilivani–Olbia–Golfo Aranci
- 365 von Cagliari–Decimomannu nach Carbonia und Iglesias
- 375 Catania–Lentini Diramazione–Gela
- 377 Catania–Bicocca–Enna–Caltanissetta
- 378 Caltanissetta–Aragona–Agrigent
- 382 Palermo–Caltanissetta Xirbi–Catania
- 385 Palermo–Agrigent
- 388 Palermo–Alcamo–Trapani
- 392 Caltanissetta–Canicattì–Gela–Ragusa–Syrakus

## Stadt- und Vorortstrecken
- M1 Chivasso–Turin–Trofarello–Carmagnola
- M8 Mailand oberirdisch
- M9 Mailand Passante
- M10 Treviglio–Mailand–Gallarate
- M11 Saronno–Seregno/Carnate–Monza–Mailand
- M14 Mailand–Flughafen Malpensa
- M35 Padua–Venezia Mestre–Venezia Santa Lucia
- M40 Monfalcone–Triest
- M45 von Busalla, Genova Acquasanta und Savona nach Genova Sampierdarena–Genova Nervi
- M55 Pisa–Livorno
- M60 Pistoia–Prato–Florenz–Montevarchi
- M65 Ancona–Ancona Marittima
- M68 Teramo–Giulianova–Pescara–Chieti
- M70 Orte–Fara Sabina–Fiumicino
- M71 Roma Termini–Fiumicino Aeroporto
- M72 Frascati–Ciampino–Rom
- M73 Albano Laziale–Rom
- M74 Velletri–Rom
- M75 Rom–Campoleone–Nettuno
- M77 Viterbo–Rom
- M80 Villa Literno–Neapel
- M82 Salerno–Salerno Stadio Arechi
- M85 Modugno Città–Bari Torre a Mare
- M95 Palermo–Tommaso Natale–Flughafen Punta Raisi/Giachery

## Regionalstrecken
- 401 Mailand–Saronno (Trenord)
- 402 Mailand–Seveso–Camnago/Mariano–Asso (Trenord)
- 405 Mailand–Varese–Laveno (Trenord)
- 406 Mailand–Como (Trenord)
- 407 Mailand–Malpensa–Novara (Trenord)
- 409 Edolo–Iseo–Brescia (Trenord)
- 413 Turin–Ceres (GTT)
- 414 Turin–Pont Canavese (GTT)
- 415 Rivarolo Canavese–Castellamonte (GTT)
- 416 Trient–Malè–Marilleva (TTE)
- 418 Meran–Mals (SAD)
- 426 Venezia Santa Lucia–Venezia Mestre–Piove di Sacco–Adria (ST)
- 428 Udine–Cividale (FUC)
- 430 Modena–Sassuolo (TPER)
- 434 Bologna–Budrio–Portomaggiore (TPER)
- 435 Parma–Guastalla–Suzzara (TPER)
- 436 Reggio Emilia–Guastalla (TPER)
- 437 Reggio Emilia–Sassuolo (TPER)
- 438 Reggio Emilia–Ciano (TPER)
- 439 Suzzara–Poggio Rusco–Ferrara (TPER)
- 440 Ferrara–Codigoro (TPER)
- 442 Bologna–Vignola (TPER)
- 445 Arezzo–Sinalunga (TFT)
- 446 Pratovecchio-Stia–Arezzo (TFT)
- 453 San Benedetto del Tronto/Teramo–Pescara–San Vito-Lanciano–Lanciano Centro–Termoli (Sangritana)
- 457 Benevento–Cancello–Neapel (MetroCampania NordEst)

## Bahnstrecken von RFI
Die Liste der Bahnstrecken von RFI basiert auf den „Fascicoli Linea“.

### Turin (1–20)
- 1 parte generale
- 2 Modane/Susa–Torino
- 3 Torino–Alessandria/Chieri; Torino Porta Nuova–Torino Smistamento–Torino Lingotto
- 4 Torino–Novara (linea storica); Torino Lingotto–Bivio Settimo Torinese (linea passante)
- 5 Chivasso–Pré-Saint-Didier; Chivasso–Alessandria; Chivasso–Asti
- 6 Torino–Torre Pellice; Savigliano–Saluzzo–Cuneo
- 7 Fossano–Cuneo; Cuneo–Limone–Ventimiglia; Mondovì–Cuneo
- 8 Torino–Fossano–San Giuseppe di Cairo; Carmagnola–Bra; Ceva–Ormea
- 9 AV/AC Torino–Milano; Interconnessione AC/AV P.M. Cigliano–Bianzè; Interconnessione AC/AV Bivio Novara Ovest–Novara
- 10 Alessandria–Cavallermaggiore; Asti–Castagnole delle Lanze
- 11 Alessandria–San Giuseppe di Cairo; Asti–Acqui
- 12 Vercelli–Pavia; Mortara–Asti
- 13 Arona–Novara; Novara–Alessandria; Pavia–Alessandria; Vercelli–Casale Monferrato
- 14 Domodossola–Novara; Santhià–Biella–Novara; Varallo–Novara; Santhià–Arona

### Mailand (21–40)
- 21 parte generale
- 22 Novara–Milano
- 23 Domodossola–Milano
- 24 Porto Ceresio–Milano; Luino–Milano; Luino–Oleggio
- 25 Milano–Chiasso
- 26 Tirano–Lecco; Colico–Chiavenna
- 27 Lecco–Milano; Monza–Lecco (via Molteno); Como–Lecco
- 28 Lecco–Brescia; Seregno–Bergamo; Palazzolo–Paratico
- 29 Milano–Brescia; Milano–Bergamo
- 30 Treviglio–Cremona; Brescia–Cremona; Cremona–Fidenza; Piacenza–Cremona
- 31 Mortara–Milano
- 32 Milano–Tortona
- 33 Alessandria–Piacenza; Pavia–Stradella
- 34 Pavia–Mantova; Brescia–Parma
- 35 Milano–Piacenza (tradizionale)
- 36 linee di cintura e fra le stazioni del nodo di Milano
- 37 Passante Ferroviario di Milano

### Verona (41–50)
- 41 parte generale
- 42 Brenner–Bozen
- 43 Bozen–Verona; Verona–Poggio Rusco
- 44 Franzensfeste–Innichen
- 45 Bozen–Meran
- 46 Brescia–Vicenza
- 47 Vicenza–Schio
- 48 Verona–Suzzara; Isola della Scala–Rovigo; Mantova–Monselice
- 49 Trento–Primolano

### Venedig (51–60)
- 51 parte generale
- 52 Venezia Santa Lucia–Latisana
- 53 Vicenza–Padua–Venezia Santa Lucia; Padua–Padua Interporto; Venezia Mestre–Venezia Marghera Scalo
- 54 Calalzo-Pieve di Cadore-Cortina–Padua; Montebelluna–Treviso; Ponte nelle Alpi–Conegliano
- 55 Vicenza–Treviso; Bassano del Grappa–Padua
- 56 Primolano–Bassano del Grappa–Venezia Mestre
- 57 Sacile–Venezia Mestre; Bivio Marocco–Bivio/P.C. Spinea; Treviso–Portogruaro
- 58 Padua–Occhiobello; Rovigo–Chioggia

### Triest (61–70)
- 61 parte generale
- 62 P.M. Vat–Udine Parco; Tarvisio Boscoverde–Udine; Udine–Sacile
- 63 Latisana–Trieste Centrale; Torviscosa–Cervignano-Aquileia-Grado; Trieste Centrale–Villa Opicina
- 64 Ronchi dei Legionari Sud–Ronchi dei Legionari Nord; Udine–Trieste Centrale
- 65 P.M. Vat–Cervignano Smistamento; Udine–Cervignano-Aquileia-Grado
- 66 Casarsa–Portogruaro-Caorle; Gemona del Friuli–Sacile
- 67 Trieste Campo Marzio–Villa Opicina; Trieste Centrale–Trieste Campo Marzio; Trieste Campo Marzio–Trieste Aquilinia
- 68 Nova Gorica–Gorizia Centrale

### Genua (71–80)
- 71 parte generale
- 72 Arquata Scrivia–Genova
- 73 Alessandria–Arquata Scrivia; Tortona–Arquata Scrivia/Novi Ligure
- 74 Savona–Genova
- 75 Ventimiglia–Savona; San Giuseppe di Cairo–Savona
- 76 Acqui Terme/Alessandria–Ovada–Genova; Genova Borzoli–Genova Voltri Mare
- 77 Genova–La Spezia

### Bologna (81–90)
- 81 parte generale
- 82 Piacenza–Bologna; Salsomaggiore Terme–Fidenza
- 82 bis AV/AC Milano Rogoredo–Firenze Castello con relative interconnessioni con linea Milano–Bologna–Firenze (Tradizionale)
- 83 Bologna–Pistoia; P.M. Santa Viola–Bologna
- 84 Bologna–Rimini
- 85 Ferrara–Rimini; Castelbolognese-Riolo Terme–Ravenna; Faenza–Ravenna; Faenza–Lavezzola
- 86 Occhiobello–Bologna; San Giorgio di Piano–Bologna Interporto–Castelmaggiore
- 87 Bologna–Prato
- 88 Poggio Rusco–Bologna
- 89 Cintura
- 90 Suzzara–Modena

### Florenz (91–100)
- 91 parte generale
- 92 Firenze Rifredi–P.C. Bassano (Direttissima); Firenze Rifredi–Attigliano (Lenta) via Firenze S.M.N.
- 93 Firenze Campo di Marte–Faenza (via Vaglia); Pontassieve–Borgo San Lorenzo
- 94 Viareggio–Firenze Rifredi; Prato–Firenze Rifredi (Direttissima); Firenze Castello–Firenze Rifredi AV
- 95 Aulla Lunigiana–Lucca; Pisa–Lucca
- 96 Livorno Centrale–Montalto di Castro; Piombino–Campiglia Marittima; Pisa–Vada (via Collesalvetti); Cecina–Volterra-Saline-Pomarance
- 97 Pisa–Firenze Rifredi; P.M. Firenze Osmannoro–Firenze Castello; Bivio/P.C. Samminiatello–Bivio/P.C. Renai
- 98 Empoli–Siena; Siena–Montepescali; Siena–Montallese; Asciano–Monte Antico
- 99 La Spezia–Livorno Centrale; La Spezia Migliarina–Vezzano (Indipendente); Pisa–Bivio Mortellini (via Tagliaferro); Pisa–Bivio Mortellini (via Mezzaluna); Livorno Calambrone–Livorno Centrale (Indipendente)
- 100 Vezzano–Parma; Fidenza–Fornovo; Bivio/P.C. Arcola–Santo Stefano di Magra; La Spezia Migliarina–La Spezia Marittima; La Spezia Marittima–Vezzano; Santo Stefano di Magra–Sarzana

### Ancona (101–110)
- 101 parte generale
- 102 Rimini–Ancona
- 103 Ancona–Pescara; San Benedetto del Tronto–Ascoli Piceno; Teramo–Giulianova
- 104 Pescara–Termoli; Pescara–Sulmona
- 105 Ancona–Foligno; Civitanova Marche–Fabriano; Pergola–Fabriano
- 106 Foligno–Orte; Terontola–Foligno
- 107 Terni–Sulmona
- 108/CI Sulmona–Carpinone

### Rom (111–120)
- 111 parte generale
- 112 Montalto di Castro–Roma Termini (via Roma San Pietro e via Ponte Galeria); Roma San Pietro–Roma Ostiense (Linea Viterbo); Roma Ostiense–Roma Tiburtina (Linea Locale); Fiumicino Aeroporto–Roma Ostiense; Roma Tiburtina–Roma Smistamento (Linee Merci e Lenta)
- 113 Viterbo Porta Fiorentina–Roma Ostiense; Viterbo Porta Fiorentina–Orte; Orte–Civitavecchia
- 114 P.C. Bassano–Roma Termini (Direttissima); Attigliano-Bomarzo–Roma Termini (Lenta); Bivio/P.C. Nuovo Salario–Roma Tiburtina (Merci); Roma Tiburtina–Roma Ostiense (Locale)
- 115 Sulmona–Roma Tiburtina/Roma Termini; Roma Prenestina–Roma Tiburtina (Interconnessione linee AC/AV-DD); Roma Tiburtina–Roma Smistamento (Linea Merci e Linea Lenta)
- 116 Roma–Cassino; Roma Ostiense–Roma Casilina (Linea Locale); Roma Smistamento–Roma Tiburtina (Linea Merci); Roma Tiburtina–Roma Casilina (Linea Locale); Avezzano–Roccasecca; Ciampino–Albano/Frascati/Velletri
- 117 Roma–Formia-Gaeta; Roma Ostiense–Roma Casilina (Linea Locale); Roma Smistamento–Roma Tiburtina (Linea Merci); Roma Tiburtina–Roma Casilina (Linea Locale); Campoleone–Nettuno; Priverno-Fossanova–Terracina
- 118 ?
- 119 AC/AV Roma–Napoli; Roma Termini–Roma Prenestina; Roma Tiburtina–Roma Prenestina (via Interconnessione DD-AC/AV); Bivio/P.C. Casoria–Napoli Centrale (Linea Napoli–Salerno via LMV)

### Neapel (121–130)
- 121 parte generale
- 122 Formia-Gaeta–Napoli; Villa Literno–Cancello
- 123 Napoli–Battipaglia (via Bivio Santa Lucia e via Cava dei Tirreni); Napoli–Salerno (via Linea Monte Vesuvio); Sarno–Bivio Sarno; Cancello–Torre Annunziata Centrale; Torre Annunziata Centrale–Gragnano
- 124 Salerno–Potenza Centrale; Sicignano–Lagonegro
- 125 Cassino–Napoli (via Napoli Centrale e Napoli Gianturco); Rocca d’Evandro–Vairano (via Venafro)
- 126 Napoli–Foggia
- 127 Bosco Redole–Benevento; Termoli–Venafro
- 128 Cancello–Benevento; Nocera Inferiore–Mercato San Severino; Mercato San Severino–Salerno; Rocchetta Sant’Antonio–Avellino
- 129 Villa Literno–Napoli Gianturco

### Bari (131–140)
- 131 parte generale
- 132 Termoli–Bari Centrale; Bari Lamasinata–Bari Centrale
- 133 Bari Centrale–Lecce; Surbo–Lecce
- 134 Foggia–Potenza Centrale; Foggia–Manfredonia; Rocchetta Sant’Antonio-Lacedonia–San Nicola di Melfi
- 135 Potenza Centrale–Brindisi; P.M. Cagioni–Bellavista
- 136 Bari Centrale–Taranto; Bari Parco Nord–Bari Sant’Andrea
- 137 San Nicola di Melfi–Gioia del Colle; Spinazzola–Barletta

### Reggio di Calabria (141–150)
- 141 parte generale
- 142 Battipaglia–Reggio di Calabria; Eccellente–Rosarno (via Tropea); Rosarno–San Ferdinando
- 143 Paola–Cosenza; San Lucido Marina–Bivio Pantani; Bivio Settimo–Bivio Sant’Antonello; Sibari–Cosenza
- 144 Lamezia Terme Centrale–Catanzaro Lido
- 145 Metaponto–Reggio di Calabria Centrale

### Palermo (151–160)
- 151 parte generale
- 152 Messina Centrale–Siracusa
- 153 Messina Centrale–Palermo Centrale; Bivio Terme Vigliatore–Patti-San Piero Patti
- 154 Catania Centrale–Gela
- 155 Catania Centrale–Agrigento Centrale; Agrigento Bassa–Porto Empedocle; Motta Sant’Anastasia–Paternò
- 156 Agrigento Centrale–Palermo Centrale
- 157 Caltanissetta Centrale–Palermo Centrale
- 158 Palermo Centrale/Palermo Brancaccio–Piraineto–Punta Raisi/Trapani; Palermo Centrale/Palermo Brancaccio–Palermo Sampolo/Giachery; Alcamo Diramazione–Castelvetrano–Trapani
- 159 Caltanissetta Xirbi–Gela–Siracusa

### Cagliari (161–165)
- 161 parte generale
- 162 Golfo Aranci Marittima–Macomer; Porto Torres Marittima–Ozieri-Chilivani
- 163 Macomer–Cagliari; Iglesias–Decimomannu; Carbonia–Villamassargia